# 가시나무 (노래)
가시나무는 집계 1988년 4월 발매된 시인과 촌장의 3집 숲의 타이틀 곡이다. 하덕규가 작사, 작곡했으며, 종교적인 참회의 서정을 담고 있다.· 노래 처음과 마지막에 나오는 음절은 웨일즈의 자장가인 Suo Gân 을 쓰고있다.

## 리메이크
수차례 리메이크되었으며, 그 중 조성모의 곡이 인기를 끌었다.
- 유리상자, 순애보, 1997년
- 이정봉, 1999년
- 이은미, Nostalgia, 2000년
- 조성모, Classic, 2000년
- 이현우, Free Your Mind & Body, 2001년
- 자우림, 나는 가수다 경연 9-1. 가수들이 부르고 싶은 노래, 2011년
- 장한이, 라스트 싱어 준결승, 2020년